# Потье, Эдмонд
Эдмонд Франсуа Поль Потье (фр. Edmond François Paul Pottier; 13 августа 1855, Саарбрюккен — 4 августа 1934, Париж) — французский археолог, искусствовед, историк искусства, педагог. Доктор филологических наук. Член французской Академии надписей и изящной словесности (с 1899).
Одним из первых ученых занялся изучением древнегреческой керамики.

## Биография
Сын инженера-строителя. Обучался Лицее Кондорсе, затем в престижной парижской Высшей Нормальной Школе и французской археологической школе в Афинах (фр. École française d’Athènes).
Получил степень доктора филологических наук, его диссертация была посвящена вопросу о хронологии архонтов Афин.
В 1880—1882 годах — преподаватель греческого языка и литературы на факультете искусств в Ренне, в 1882—1883 —на факультете искусств университета Тулузы .
В 1884—1886 работал в отделе восточных древностей Лувра. С 1884 — хранитель отдела древней керамики в Луврском музее.
Профессор археологии и истории искусства в Школе изящных искусств и профессор восточной археологии и античной керамики в Школе Лувра (1908—1924). Куратор кафедры восточных древностей и древней керамики Лувра (1910—1924).
Занимался изучением исторических памятников и документов, языков и культур античных цивилизаций.
Производил раскопки некрополя древней Мирины в Малой Азии (1877—1880).
Во время его пребывания на посту куратора в Лувре, в 1919 году организовал и провел первое заседание Национального академического союза — Union Nationale Academique, направленного на создание полного международного свода вазописи Древней Греции.
Сыграл важную роль в создании издания «Corpus vasorum antiquorum».